# Kurvradie

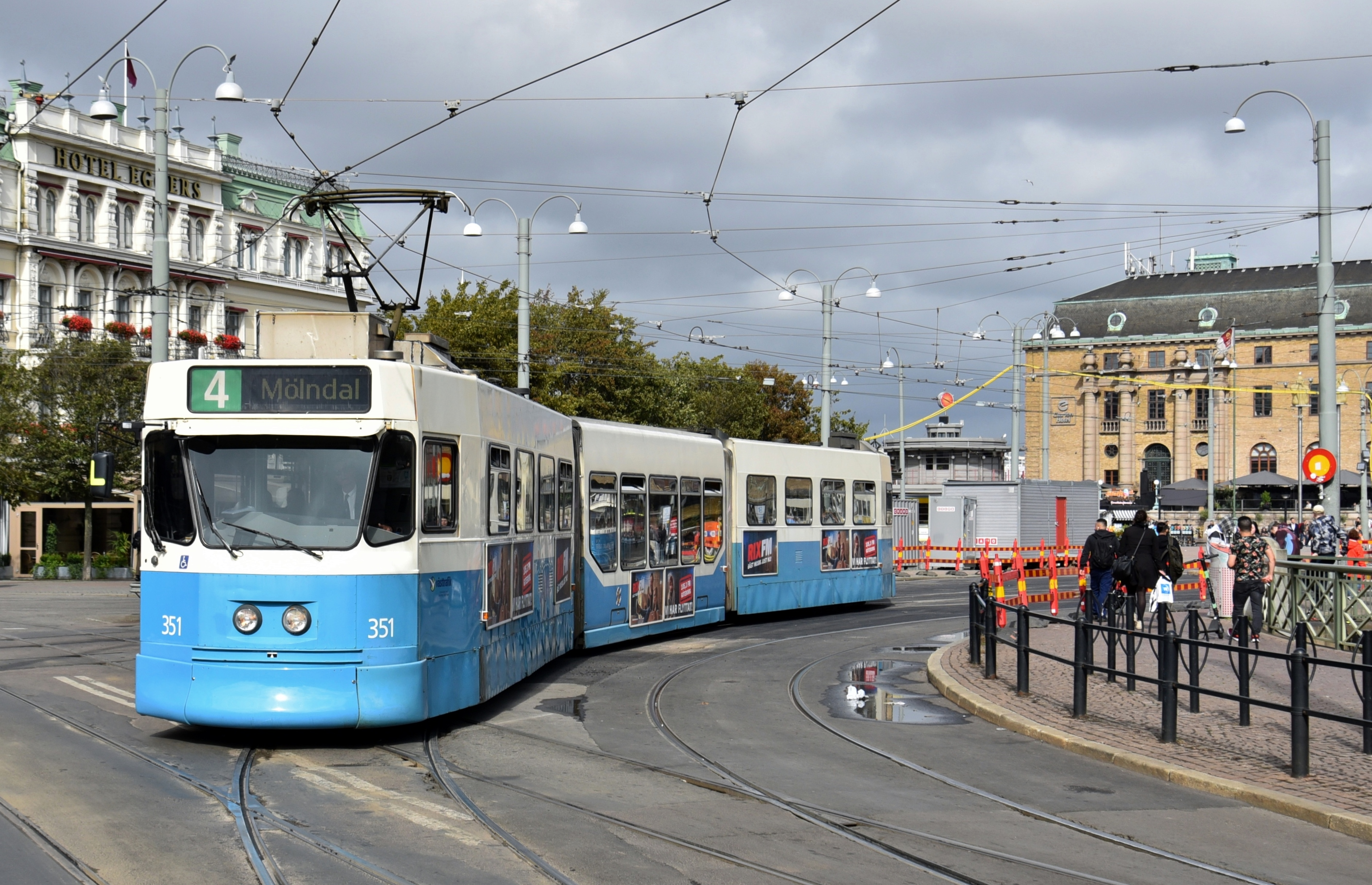
På spårvägar i gatutrafik förekommer tvärare kurvradier än på järnvägar.

Kurvradie är ett linjeföringsmått som anger hur tvär en kurva är på en väg eller ett järnvägsspår.
Ett i flera sammanhang mer praktiskt mått är horisontalkurvatur. Det måttet går inte mot oändligheten på raka sträckor (som också mäts), samt är direkt proportionellt mot sidkraft vid konstant hastighet och fordonsmassa.

## Geometri
En kurva mäts genom att man anger radien på den cirkel som kurvan skulle kunna vara en del av. Ju skarpare kurvan är, desto mindre blir radien.
En kurva kan vara antingen horisontell eller vertikal. En horisontell kurva är det vi brukar mena med kurva, det vill säga vägen svänger åt höger eller vänster. Med vertikal kurva menas, att vägen böjer av uppåt eller nedåt (ändrar lutning eller växlar mellan uppför och nerför). Även här kan kurvradien alltså anges. Artikeln spårgeometri beskriver detta mer i detalj. 

## Krafter
Den hastighet man kan hålla i en kurva beror på vilken sidoacceleration (sidkraft/massa) man kan acceptera och kurvradien. 
Formeln är {\displaystyle v={\sqrt {a\cdot r}}}  ({\displaystyle v}=hastigheten i m/s; {\displaystyle a}=sidoaccelerationen i m/s²; {\displaystyle r}=kurvradien i m). Den sidoacceleration som kan tillåtas bestäms dels av vältningsrisken vilken beror av spårvidden mellan hjulen och tyngdpunktens höjd. Dels av friktionen mellan hjul och väg respektive risken att hjulflänsen "klättrar över" rälsen vid rälsfordon. I det senare fallet är det förhållandet mellan horisontella och vertikala krafterna som är kritiska. Dessutom vill man ofta hålla nere slitaget på spåren.
För tåg utan lutande vagnskorg är max sidoacceleration ungefär 1,5 m/s², vilket ger max 200 km/h vid kurvradie 2 000 m och 250 km/h vid 3 200 m. Med lutande vagnskorg och särskilda boggier kan man tillåta ungefär 2 m/s², vilket ger max 200 km/h vid 1 500 m och 230 km/h vid 2 000 m. Se även lutande tåg.
Vägar byggs och hastighetsbegränsas också ungefär efter max sidoacceleration 1,5 m/s², även man tillåter lite mer för lägre hastighetsbegränsningar. I korsningar medges mycket snäva kurvor, och gränsen för kurvradie sätts efter att även långa lastbilskombinationer ska kunna passera trots deras spårningsavvikelser. I låg fart genar släpets sista axel jämfört med lastbilens framaxel. I hög fart vandrar tvärtom släpets bakände utanför den radie som lastbilens styraxel följer. Smala körfält måste därför breddökas på insidan av snäva korsningar och lågfartskurvor, medan de måste breddökas på utsidan av högfartskurvor. Spårningsavvikelsen varierar med en rad faktorer, inte minst väglaget. På vinterväglag kan spårningsavvikelsen vara mer än dubbelt så stor som på sommarväglag. Den svenska vägutformningsanvisningen VGU anger krav på breddökning med hänsyn till spårningsavvikelse, dock endast för körning på sommarväglag. Lastbilschaufförer kan därför vid halt väglag i smalt körfält behöva sänka kurvtagningshastigheten långt under gällande hastighetsbegränsning. Många äldre vägar saknar t.o.m. breddökning för sommarväglag. Det är en av anledningarna till att kurvor på dessa vägar har förhöjd olycksfrekvens samt till att lastbilschaufför är ett av Sveriges dödligaste yrken.[källa behövs]

## Övrigt
Inom järnvägsterminologi använder man ofta beteckningen Rälsförhöjningsbrist (engelska Cant deficiency) istället för sidoacceleration. Man brukar bygga ytterrälsen högre i kurvor, vilket får tågen att luta inåt, vilket motverkar centripetalkraften. Det kallas rälsförhöjning (engelska cant). Rälsförhöjningsbrist är den rälsförhöjning som ytterligare skulle behövas för att jämna ut kurvkraften helt vid största tillåtna hastighet. En formel är: rälsförhöjningsbrist (hb)=spårvidd*sidoacceleration/tyngdacceleration, dvs rälsförhöjningsbrist är sidoacceleration gånger en konstant.
I låga hastigheter begränsas kurvradien inte av hastigheten utan av fordonets konstruktion. På normalspår är det sidobuffertarna som mest begränsar kurvradien, och de medger kurvradie ner till 150 meter. Dessa buffertar är standardiserade för normalspår i de flesta europeiska länder och krävs om godsvagnar ska kunna kopplas ihop. På smalspår och spårvägar används centralkoppel som medger mycket skarpare kurvor. På spårvägar förekommer kurvradier på 20 meter och ibland ännu skarpare i vändslingor.